# Olympique Lyonnais 1988-1989
Questa voce raccoglie le informazioni riguardanti l'Olympique Lyonnais nelle competizioni ufficiali della stagione 1988-1989.

## Maglie e sponsor
Lo sponsor tecnico per la stagione 1988-1989 è Duarig, mentre lo sponsor ufficiale è Giraudy. Vennero riproposte le stesse divise utilizzate durante la stagione 1986-1987.
| Manica sinistra · Maglietta · Maglietta · Manica destra · Pantaloncini · Calzettoni |

## Rosa
| N. |                       | Ruolo | Calciatore        |
| -- | --------------------- | ----- | ----------------- |
|    | Francia (bandiera)    | P     | Christophe Breton |
|    | Francia (bandiera)    | P     | François Lemasson |
|    | Francia (bandiera)    | D     | Guy Alliel        |
|    | Francia (bandiera)    | D     | Alexandre Bès     |
|    | Francia (bandiera)    | D     | Patrick Cabanel   |
|    | Francia (bandiera)    | D     | Mario Corian      |
|    | Mauritania (bandiera) | D     | Éric Descombes    |
|    | Francia (bandiera)    | D     | Pascal Fugier     |
|    | Francia (bandiera)    | D     | Éric Guichard     |
|    | Francia (bandiera)    | D     | Jean-Marc Knapp   |
|    | Francia (bandiera)    | D     | Laurent Lassagne  |
|    | Francia (bandiera)    | D     | Bruno N'Gotty     |

| N. |                      | Ruolo | Calciatore        |
| -- | -------------------- | ----- | ----------------- |
|    | Francia (bandiera)   | C     | Jacky Colin       |
|    | Francia (bandiera)   | C     | Olivier Ferez     |
|    | Francia (bandiera)   | C     | Joël Fréchet      |
|    | Francia (bandiera)   | C     | Rémi Garde        |
|    | Francia (bandiera)   | C     | Stéphane Roche    |
|    | Francia (bandiera)   | C     | Frédéric Zago     |
|    | Francia (bandiera)   | A     | Oumrane Ben Yahia |
|    | Francia (bandiera)   | A     | Farid Benstiti    |
|    | Algeria (bandiera)   | A     | Ali Bouafia       |
|    | Argentina (bandiera) | A     | Claudio García    |
|    | Zaire (bandiera)     | A     | Eugène Kabongo    |